# Heuslersche Legierung
Als heuslersche Legierungen, benannt nach Friedrich Heusler, werden in der Metallkunde Legierungen bezeichnet, die als wesentlichen Bestandteil eine Heusler-Phase enthalten. Heusler-Phasen sind intermetallische Phasen mit spezieller Zusammensetzung und Gitterstruktur. Sie sind ferromagnetisch, obwohl die darin enthaltenen Legierungselemente diese Eigenschaft nicht aufweisen. Heusler beschrieb dieses Phänomen 1903 zuerst an Cu2MnAl.
Heusler-Verbindungen zeigen andere Eigenschaften als man aus der Kombination der Legierungsbestandteile vermuten würde: Die erste Heusler-Verbindung bestand aus den nicht-ferromagnetischen Elementen Kupfer, Mangan und Aluminium. Cu2MnAl ist jedoch sogar bei Raumtemperatur ein Ferromagnet.

## Aufbau und Eigenschaften

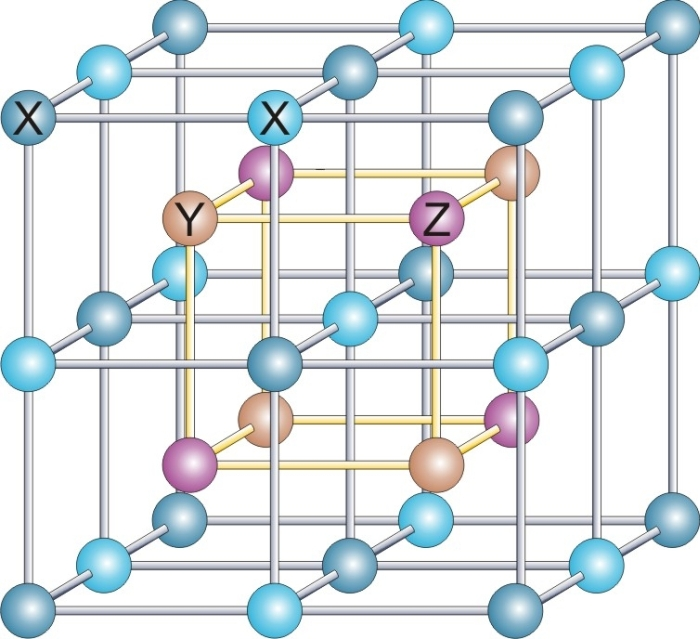
Bei vollständigen Heusler-Legierungen der Zusammensetzung X_{2}YZ (z. B.: Co_{2}MnSi) sind zwei X-Positionen (L21 Struktur) besetzt, bei halben Heusler-Legierungen XYZ bleibt ein kubisch-flächenzentriertes Teilgitter unbesetzt (C1b Struktur).

Man unterscheidet zwei Typen von heuslerschen Legierungen. Die halben Heusler-Legierungen haben allgemein eine Zusammensetzung XYZ (jeder Buchstabe steht für ein Legierungselement), während die vollständigen Heusler-Legierungen nach der Formel X2YZ zusammengesetzt sind. Dabei sind X und Y Übergangsmetalle, während Z ein Element der III.-V. Hauptgruppe ist. Die Legierungselemente bilden Ordnungsphasen, so dass die Kristallstruktur aus vier (beim XYZ-Typ ist eines unbesetzt) ineinander geschachtelten kubisch-flächenzentrierten Teilgittern besteht. Die im Detail bis heute noch nicht verstandenen Wechselwirkungen zwischen den Atomen der Teilgitter bewirken eine nahezu vollständige Ausrichtung (Spinpolarisation) der magnetischen Dipolmomente des „richtig polarisierten“  Anteils (z. B. Spin {\displaystyle \uparrow }) der Elektronen, während die „falsch polarisierten“ Elektronen (z. B. {\displaystyle \downarrow }) allesamt nichtmetallisch sind., was sich makroskopisch bei hinreichend tiefen Temperaturen (z. B. Zimmertemperatur und darunter) als Ferromagnetismus äußert. Man hat es also mit sogenanntem Halbmetall-Ferromagnetismus zu tun.

## Verwendung als topologischer Isolator
Im Jahre 2006 sagte Shoucheng Zhang an der Universität Stanford einen neuen Quantenzustand der Materie für den Halbleiter Quecksilbertellurid (HgTe) voraus. Physiker um Laurens W. Molenkamp bestätigten an der Universität Würzburg die Vermutung experimentell.
Topologische Isolatoren bestehen aus Materialien, die zwar Isolatoren oder Halbleiter sind, an ihrer Oberfläche oder an Grenzflächen aber metallisch wirken. Sie unterscheiden sich dabei von normalen Metallen, da die Elektronen wie bei Supraleitern an der Oberfläche oder an Grenzflächen keine Wechselwirkung mit der Umgebung zeigen, da sie sich in einem neuen Quantenzustand  befinden. Anders als in Supraleitern zeigen topologische Isolatoren zwei nichtwechselwirkende Ströme, jeweils einen für jede Spinrichtung. Beide Spinströme, die weder Defekte noch Verunreinigungen im Material wahrnehmen, können zur Informationsverarbeitung dienen.
Von den mehr als 1000 bekannten Heusler-Verbindungen vermutet man für mehr als 50 Merkmale topologischer Isolatoren.

## Liste einiger Heusler-Phasen
- Cu2MnAl, Cu2MnIn, Cu2MnSn,
- Ni2MnAl, Ni2MnIn, Ni2MnSn, Ni2MnSb, Ni2MnGa
- Co2MnAl, Co2MnSi, Co2MnGa, Co2MnGe
- Pd2MnAl, Pd2MnIn, Pd2MnSn, Pd2MnSb
- Co2FeSi, Co2FeAl
- Fe2VAl
- Mn2VGa, Co2FeGe[6]